# 3M22 지르콘
3M22 지르콘 (3M22 Zircon) 또는 3M22 치르콘 (3M22 Tsirkon, 러시아어: Циркон, 북대서양 조약 기구 보고명: SS-N-33) 은 NPO 마시노스트로예니야에서 개발한 러시아의 스크램제트 기동 대함 극초음속 순항 미사일이다.
이 미사일은 중량 순항미사일 P-700 "그라닛"을 대체할 계획이다.

## 설명
이 미사일의 근본적인 차이점은 다른 러시아 대함 미사일 및 다른 국가에서 운용하고 있는 순항미사일과 비교하여 훨씬 더 빠른 (최대 M = 8 ) 비행 속도이다. (러시아 대통령 블라디미르 푸틴이 2019년 2월 20일, 러시아 연방 의회에서 밝힌 메시지에서 언급했듯이, 최신 러시아 극초음속 미사일 "지르콘"은 "1000km 이상 범위에서 약 마하 9의 속도를 내는 것이 가능하다. 푸틴은 또한 "지르콘"이 해상 및 지상 목표물을 모두 파괴할 수 있다고 언급했으며, "클럽"미사일 시스템에 맞추어 이미 생산하거나 시공하고 있는 선박과 잠수함에서 새로운 미사일의 사용을 계획하고 있다고 말했다.) 지르콘(Zircon)은 세계 최초의 극초음속 미사일로, 수상함과 잠수함 모두 잠수한 위치에서 발사된다.
미사일은 공기 저항이 낮은 고도 30-40km의 순항 구간에서 비행힌다. 이러한 비행 고도는 로켓의 범위와 속도를 크게 증가시킬 수 있다. "지르콘"의 주요 목표물은 호위함에서 항공모함에 이르기까지 다양한 등급의 적 수상 함선과 파괴 반경 내의 지상 군사 물체이다. 지르콘(~10,200km/h)의 빠른 속도는 기존의 적 미사일 방어 시스템을 무력화시킨다. 이런 미사일을 방어하고 제 시간에 발사를 감지하는 것은 거의 불가능하다.
"지르콘"은 최신 러시아 순항미사일 P-800 "오닉스"와 " 3M-54클럽" (3M54)과 동일한 발사대에서 발사가 가능하다. 가능한 항공 모함:
- K-561 "카잔"
- TARKR "나히모프 제독"[11] [12] ;
- TARKR "표트르 대제" (현대화를 진행하고 있음[13] 2019년 ~ 2022년);
- 프로젝트 23560 "리데르급" 핵구축함[14] ;
- 프로젝트 885M "야센급" 핵잠수함[15] ;
- 핵잠수함 949A "안테이"[16] ;
- 항공모함 타격 집단 파괴를 목적으로 개조된 5세대 " 하스키[17] ;
- 현대화 후 대형 항공기가 탑재되는 순양함 " 소련 쿠즈네초프 제독 항공모함 "은 순항미사일 "지르콘"이 포함된 범용 발사대 3S14를 얻게 된다.[18]
- 지상.[19]

## 개발
지르콘 미사일 양산은 2017년에 시작될 예정이었고, 2020년대 초에 운용될 것으로 예상되었다.

## 테스트
2016년 3월, 리아 노보스티는 익명의 군산복합체 고위 대표가 한 발언을 인용해 "지르콘" 테스트 시작을 발표했다.
2017년 2월, 인테르팍스는 "상황에 정통한 소식통"을 인용해 그해 봄 테스트가 계획되어 있다고 밝혔다. 2017년 4월, 로켓 테스트가 순조롭게 마무리됐다고 보도했다. 언제 어떤 플랫폼에서 이 미사일을 출시할지는 지정되지 않았다.
2018년 12월 23일, 미국의 군사 정치 간행물인 내셔널 인터레스트 (The National Interest)는 CNBC, TASS 및 러시아 언론의 확인에 대한 링크가 포함된 분석 기사에서 러시아가 2018년 12월 10일에 지르콘을 순조롭게 테스트했다고 보도했다. 또한 이 기사에서는 바다와 수중 플랫폼에서 계획된 테스트가 언급되었다. 같은 시기에 미국 경제 뉴스 채널인 CNBC는 익명의 미국 정보 전문가 2명을 인용해 같은 소식을 확인했다.
2019년 7월, 미 의회의 전문가 켈리 M. 세일러 (Kelley M. Sayler)는 극초음식 무기와 관련한 보고서 페이지에서 지르콘 미사일과 테스트 진행 상황을 설명했다.
2020년 1월, 니콜라이 예브메노프 (Николай Евменов) 제독은 지르콘 미사일로 무장한 러시아 해군의 첫 번째 선박이 러시아 해군의 호위함 가운데 하나가 될 것이라고 발표했다.
해상 모함에서 이루어진 새로운 미사일 첫 테스트는 2020년 1월에 실행되었다. (TASS는 2월 말에 이를 보도함) - 바렌츠 해의 호위함 "아드미랄 고르시코프"에서 발사된 지르콘은 500km 이상에 달하는 거리를 비행했다.
세르게이 쇼이구 러시아 국방부 장관은 지난 2월 말 군부 회의에서 북방함대가 최신 극초음속 무기를 계속해서 시험하고 있다고 밝혔다. .
2020년 7월 26일, 러시아 국방부는 러시아가 지르콘 미사일 시험을 순조롭게 마쳤다고 발표했다.
10월 6일, 지르콘은 초정밀 자동추적 헤드와 제어 시스템이 같이 완전 장착된 상태로 처음으로 테스트되었다. 미사일은 비행 프로그램을 순조롭게 마쳤다. 지르콘은 4.5분 만에 450km를 날아갔고, 표적을 향해 기동하며 마하 8 이상의 속력에 도달했다.
또 다른 순조로운 지르콘 미사일 발사는 11월 25일, 백해에 위치한 호위함 "고르시코프 제독"에서 이루어졌으며, 표적은 450km 거리에서 A명중했다. 비행하고 있을 때 "지르콘"의 속도는 마하 8까지 올라갔다.
2020년 12월 말 군산복합체의 한 소식통은 2020년 지르콘 극초음속 미사일의 비행설계시험 프로그램이 본격 완성됐다고 전했다 .
2020년 12월 26일, 2021년에 여러 시험 발사가 계획되어 있는 것으로 알려졌다. 발사 4번은 고르시코프 제독함에서 발사 3번은 핵잠수함 K-560 세베로딘스크에서 발사될 것으로 예상되었다. 이 여러 발사 가운데 발사 2번에서 비행 테스트 프로그램이 마무리되었다. 다른 발사는 국가 공동 테스트의 틀 안에서 이루어질 것이다.
2021년 5월 말, 블라디미르 푸틴 대통령은 미사일 시스템이 국가 시험의 마지막 단계에 있다고 발표했다.
2021년 8월, 지르콘 로켓 공급을 위한 국가계약이 체결되었다.
2021년 10월 4일, 러시아 즈베즈다 TV 채널은 바렌츠 해의 세베로드빈스크 핵잠수함에서 촬영된 지르콘 극초음속 미사일 발사 영상을 공개했다.

## 전개
2016년 2월 19일, 러시아는 중핵추진 미사일 순양함 표트르 대제에 지르콘 극초음속 대함미사일 배치한다는 계획을 발표했다.
연방 위원회 국방 안보 위원회 위원장인 빅토르 본다레프에 따르면, 지르콘 미사일은 이미 러시아군에 들어와 있으며 2018년 ~ 2027년 새로운 국가 군비 프로그램에 따라 배치가 계획되어 있다.
프로젝트 22350M (배수 증가)의 호위함 12척을 건조할 계획이며, 각 호위함은 최대 48개의 순항미사일 "칼리버", "오닉스" 및 "지르콘"을 탑재할 수 있게 된다.

## 미사일 방어
2024년 2월 12일, 로이터통신에 따르면 올렉산드르 루빈 키이우 과학수사연구소 소장은 텔레그램을 통해 지난 7일 러시아 공격에서 나온 미사일 파편을 분석한 결과. 러시아가 지르콘을 사용했다고 주장했다.
지르콘은 해상 기반의 극초음속 순항미사일로 최대 마하 9(시속 약 1만1000㎞)의 속도와 1000㎞ 이상의 사거리를 자랑한다.
극초음속 무기는 음속의 5배인 마하 5 이상의 속도를 내며 변칙적인 궤도로 저공 비행하기 때문에 기존 방공망으로는 탐지와 요격 모두 어려운 것으로 알려져 있다.
미국 민간연구단체인 미사일방어옹호동맹(MDAA)은 만약 지르콘에 대한 정보가 사실이라면 "세계에서 가장 빠르고 그 속도 때문에 요격이 거의 불가능한 미사일일 것"이라고 설명했다.
특히 지르콘은 고속으로 비행하면서 탄두부에 형성되는 플라스마 층으로 레이더 작동을 방해해 탐지도 어렵게 만든다고 MDAA는 부연했다.
러시아는 지난 2022년 6월 지르콘 미사일 시험을 완료했다고 밝혔으며, 블라디미르 푸틴 러시아 대통령은 지르콘을 러시아군의 차세대 무기라고 강조해 왔다.

## 같이 보기
- 극초음속 무기
- 브라모스 순항미사일 - 지르콘과 공통점이 많은 유망한 러시아와 인도의 극초음속 미사일이다.
- X-90
- Kh-47M2 킨잘
- 보잉 X-51
- Kh-22
- Kh-90